# Playing with Fire (album de Spacemen 3)
Pour les articles homonymes, voir Playing with Fire.
Albums de Spacemen 3
Performance
(1988) Recurring
(1991)
Playing with Fire est un album de Spacemen 3, sorti le février 1989.

## L'album
Il ne parvient pas à atteindre les hit-parade mais est salué par la critique. Il fait partie des 1001 Albums You Must Hear Before You Die. 

### Titres
Tous les titres sont de Peter Kember, sauf mentions. 
| No | Titre                              | Auteur         | Durée |
| -- | ---------------------------------- | -------------- | ----- |
| 1. | Honey                              |                | 3:01  |
| 2. | Come Down Softly to My Soul        | Jason Pierce   | 3:46  |
| 3. | How Does It Feel?                  |                | 7:58  |
| 4. | I Believe It                       |                | 3:19  |
| 5. | Revolution                         |                | 5:57  |
| 6. | Let Me Down Gently                 |                | 4:29  |
| 7. | So Hot (Wash Away All of My Tears) | Pierce         | 2:38  |
| 8. | Suicide                            | Pierce, Kember | 11:03 |
| 9. | Lord Can You Hear Me?              | Pierce         | 4:34  |

### Musiciens
- William Carruthers : basse
- Jason Pierce : guitare, voix
- Peter Kember : guitare, voix
- Anonyme : batterie